# Karl Czernetz

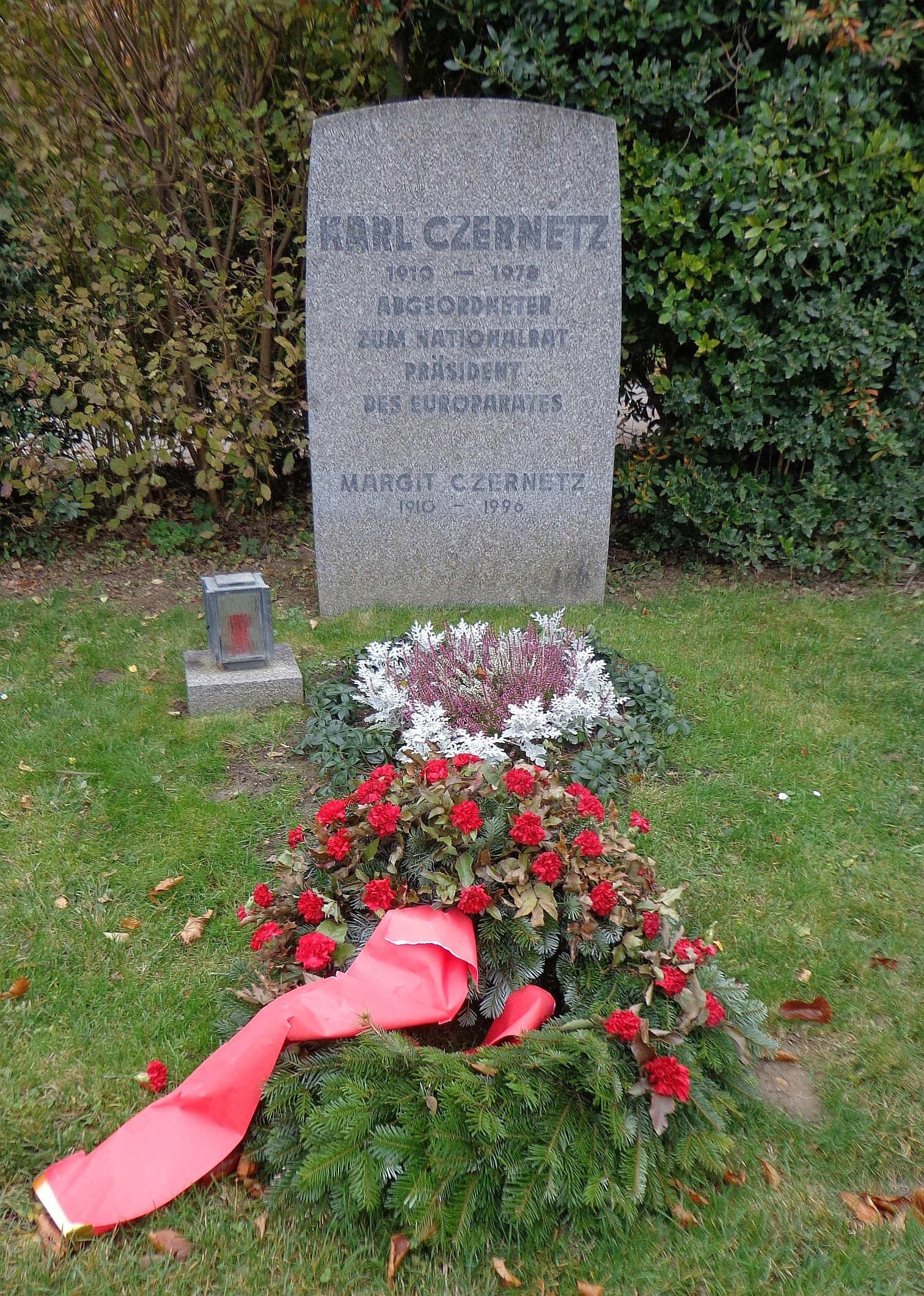
Grób Karla Czernetza na Cmentarzu Centralnym w Wiedniu

Karl Czernetz (ur. 12 lutego 1910 w Wiedniu, zm. 3 sierpnia 1978 tamże) – austriacki polityk i pisarz. Wieloletni deputowany Rady Narodowej, od 1975 do śmierci przewodniczący Zgromadzenia Parlamentarnego Rady Europy.

## Życiorys
Kształcił się w instytucie fotograficznym w Wiedniu. Od 1924 działał w Partii Socjaldemokratycznej (SDAP) i powiązanych z nią związkach zawodowych, odpowiadał za kształcenie w młodzieżówce Sozialistische Arbeiter-Jugend. Po delegalizacji SDAP przystąpił do nielegalnego ugrupowania Rewolucyjni Socjaliści Austri, kilkukrotnie aresztowano go. Po Anschlussie wyemigrował najpierw do Paryża, a od 1939 do 1945 przebywał w Londynie. Tam do końca II wojny światowej prowadził zagraniczne biuro działających na wygnaniu socjalistów (AVOES).
W 1945 powrócił do Austrii i wszedł w skład władz Socjalistycznej Partii Austrii (później Socjaldemokratycznej Partii Austrii). Objął kierownictwo nad referatem ds. treningów i utworzył centrum edukacji socjalistycznej, później przeszedł na fotel sekretarza ds. międzynarodowych. W 1964 został redaktorem naczelnym partyjnego miesięcznika „Die Zukunft”, opublikował również kilka książek o tematyce politycznej. Uważany za jednego z czołowych ideologów partii i zwolenników integracji europejskiej. Od 1949 do śmierci deputowany do Rady Narodowej. Jednocześnie w latach 1952–1955 był obserwatorem, a w latach 1956–1978 członkiem Zgromadzenia Parlamentarnego Rady Europy. W 1975 wybrany przewodniczącym tego gremium, zajmował stanowisko do swojej śmierci.

## Życie prywatne
W 1939 zawarł związek małżeński z Margit. Został pochowany na Cmentarzu Centralnym w Wiedniu.

## Odznaczenia
Odznaczony Krzyżem Komandorskim II klasy (1960) i Krzyżem Wielkim I Klasy (1977) Odznakej Honorowej za Zasługi dla Republiki Austrii, a także odznaczenie za służbę przy wyzwoleniu Austrii. Jego imieniem nazwano dzielnicę i jeden z placów w Wiedniu, poświęcono mu również książkę biograficzną.